# Silver City, Ilha do Natal
Silver City é uma vila na Ilha de Natal. Fica dentro da Flying Fish Cove. Sua população é formada por chineses, europeus e uma minoria de malaios. Foi fundada na década de 1970, e as casas foram construídas com alumínio e outros metais com a intenção de resistir a ciclones. Na vila há grandes casas construídas no estilo australiano contemporâneo.
1. 1 2  Simone Dennis (2008). Ilha Christmas: Um estudo antropológico. [S.l.]: Cambria Press. ISBN 978-1-60497-510-9
2. ↑  Vida na Ilha - Ilha Christmas - Sobre